# Posse de Fernando Collor
Fernando Collor de Mello e Itamar Franco foram empossados como o 32º presidente do Brasil e 21º vice-presidente do Brasil em 15 de março de 1990. A cerimônia de posse foi realizada no Congresso Nacional em Brasília, e foi marcada por um forte esquema de segurança.
Os representantes estrangeiros que compareceram foram os presidentes da Argentina, Carlos Menem, de Cuba, Fidel Castro, de Nicarágua, Daniel Ortega; o Vice-presidente dos Estados Unidos, Dan Quayle; o primeiro ministro da Espanha, Felipe Gonzalez; o primeiro-ministro da Itália, Giulio Andreotti, entre outros.

## Posse

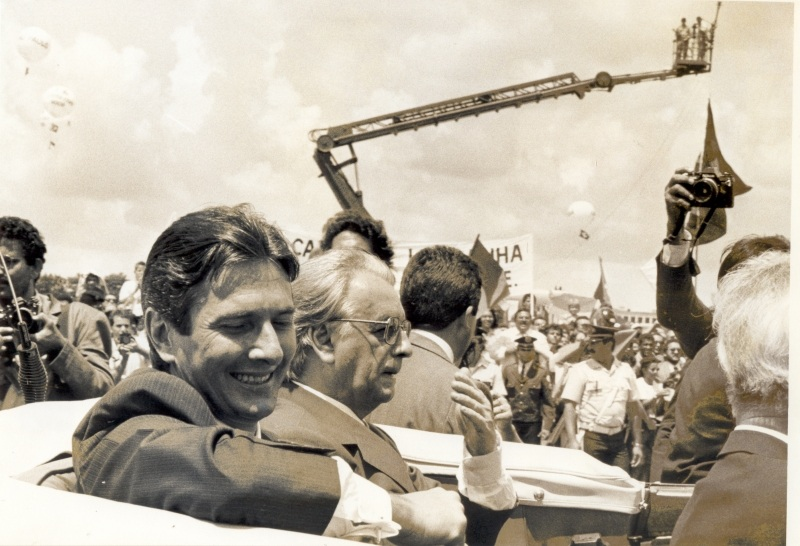
Collor e Itamar Franco chegam ao Palácio do Planalto.

A cerimônia da posse de Collor começou no 15 de março, pouco depois das nove horas da manhã. Seguiu a bordo de um Rolls-Royce para o Congresso Nacional, sendo saudado por populares durante o percurso. Retribuiu o apoio com um dos símbolos de sua campanha, esticando o punho direito cerrado. Chegou ao Congresso ao lado do vice Itamar Franco, acompanhado de pequena comitiva. Fez um discurso de 5.926 palavras, o mais extenso da história republicana, onde expôs os objetivos de seu governo e comentários sobre a democracia. Também afirmou: "a meta número um do meu primeiro ano de gestão não é conter a inflação: é liquidá-la", e que adotaria medidas drásticas contra a "erva daninha da inflação". 40% do total do discurso, ou 35 parágrafos, foram dedicados à política externa, e quatro parágrafos ao meio ambiente. À corrupção, apenas um parágrafo.

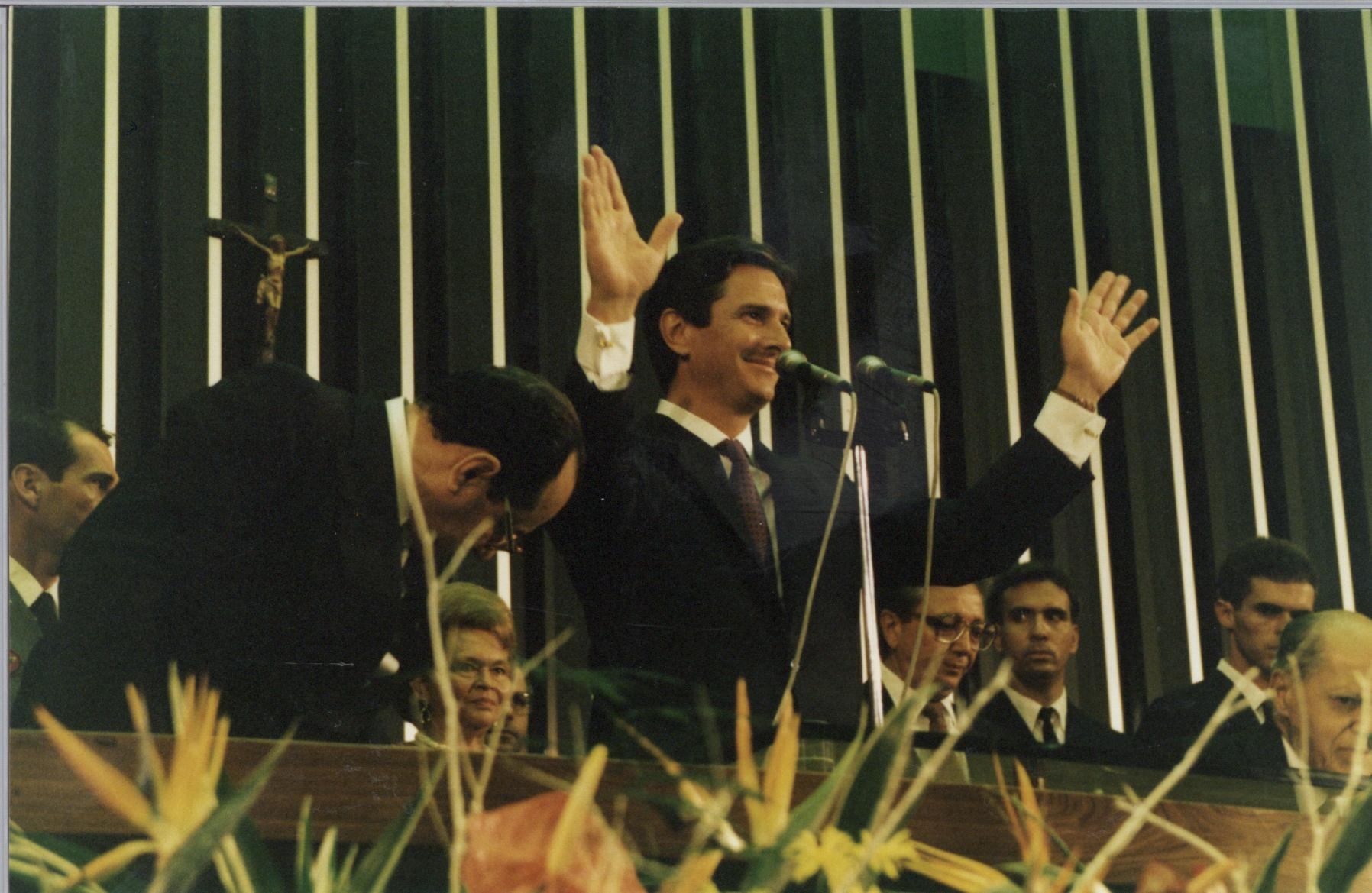
Collor em seu discurso de posse.

Collor saiu do Congresso e atravessou a praça dos Três Poderes em direção ao Palácio do Planalto, recebendo lá, de José Sarney, a faixa presidencial. Sarney teve dificuldade de cumprir o ritual e estava tenso. Collor se dirigiu ao Parlatório para discursar, aguardado por milhares de pessoas desde a madrugada. Trinta minutos após chegar, iniciou seu discurso de cinco minutos, finalizando com seu bordão de campanha: "Obrigado, minha gente. Até outro dia." Além disso, Antônio Rogério Magri elevou um palanque à frente do prédio do Ministério do Trabalho, discursando para uma plateia formada por sindicalistas, e Antonio Cabrera, da Agricultura, discursou para centenas de agricultores e pecuaristas em um palanque que o mesmo instalou na entrada do ministério.